# Philipse
Philipse is een Nederlands patriciërsgeslacht. Stamvader van het geslacht is Philip Geerts, die vermeld werd als gegoed onder Domburg-Buiten. In de 17de eeuw woonde de familie Philipse in en buiten Domburg, in Serooskerke, Oostkapelle en Aagtekerke.

## De oudere tak

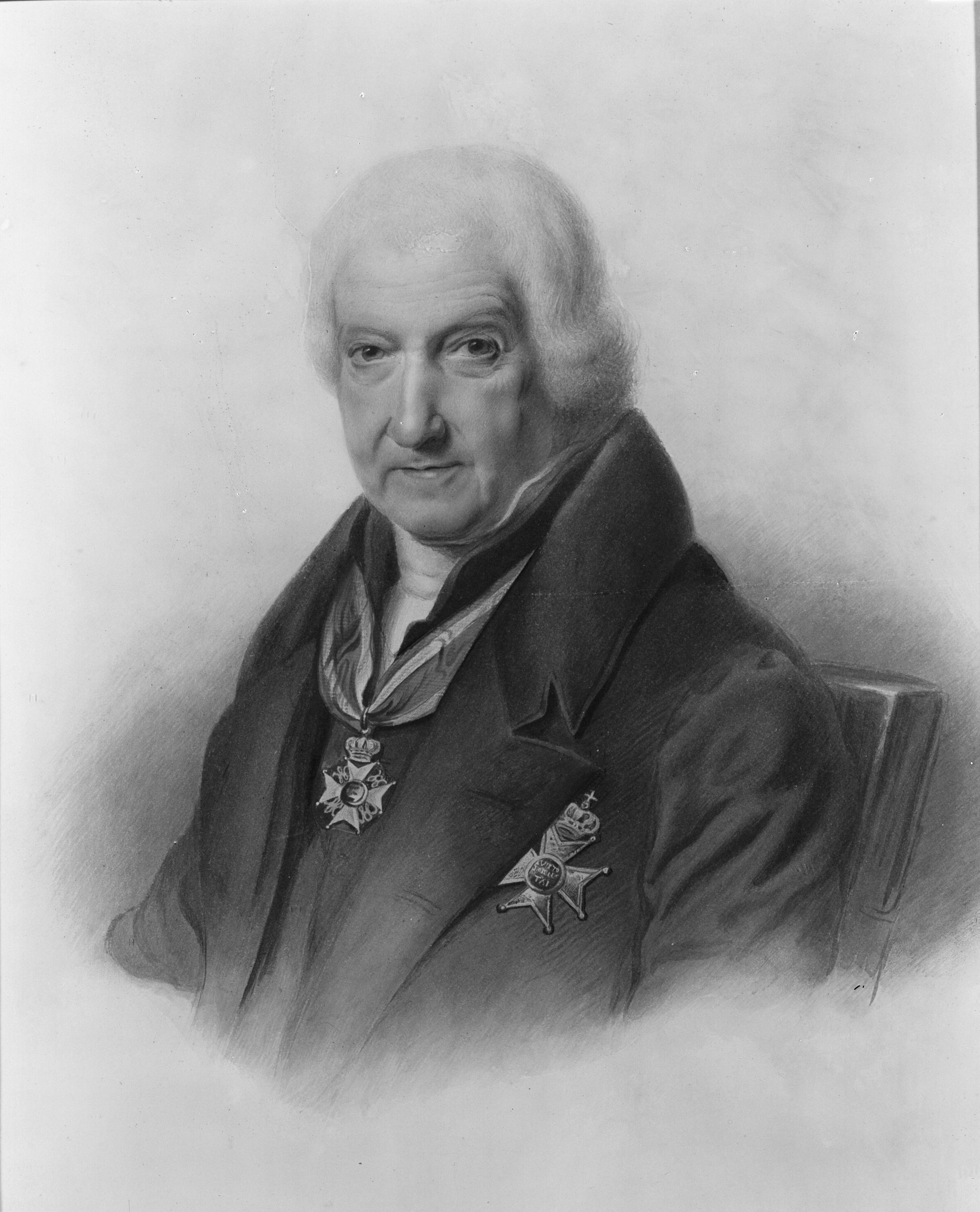
Anthoni Willem Philipse (1766-1845) van 1838 tot 1845 president Hoge Raad der Nederlanden

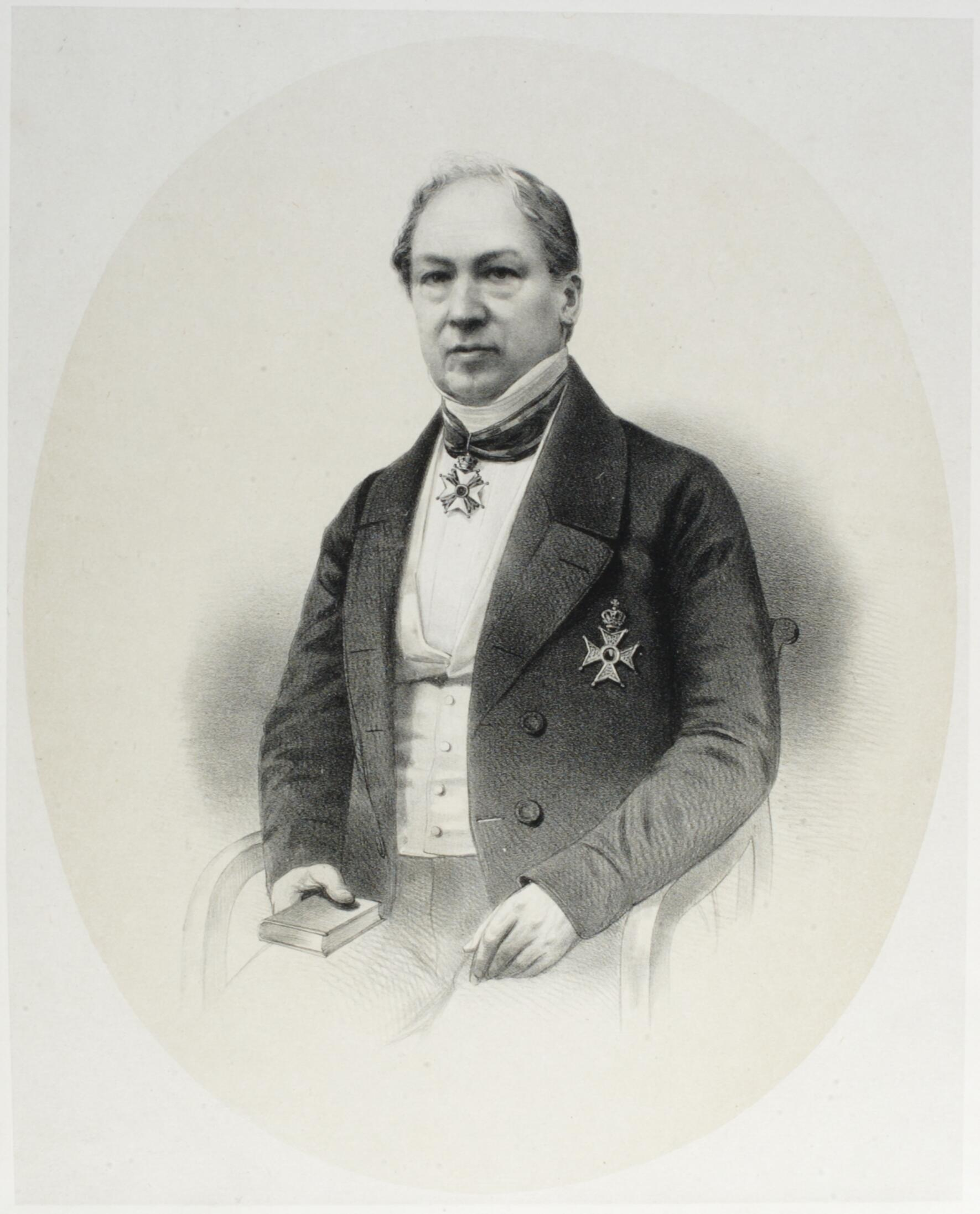
Johan Antoni Philipse (1800-1884) van 1852 tot 1870 voorzitter Eerste Kamer der Staten-Generaal

Leden van de oudere tak van het geslacht Philipse woonden in het begin van de 18de eeuw in Middelburg. Johan Philipse (1736-1802) was van beroep meester-glazenmaker en bekleedde diverse bestuurlijke ambten. Zo was hij regent en boekhouder van het tuchthuis in Middelburg en kapitein van de burgerij. Zijn oudste zoon Gerardus Jacobus (1759-1802) was griffier van de Weeskamer, vrederechter en lid van Provinciale Staten van Zeeland. Zijn andere zoon, Anthoni Willem (1766-1845) werd president van de Hoge Raad der Nederlanden in Den Haag. Hun neef Stephanus François (1764-1787) was in dienst van de Oostindische Compagnie en voer op Batavia en Bengalen.
Een van de zonen van Gerardus Jacobus was prof. mr. Jacobus Hermannus Philipse, hoogleraar in de rechtsgeleerdheid te Groningen. Zijn volle neef, een van de twee zonen van Anthoni Willem, was Johan Antoni Philipse (1800-1884), advocaat-generaal van het Hooggerechtshof, president van het Provinciaal Gerechtshof in Zuid-Holland, voorzitter van de Eerste Kamer der Staten-Generaal, minister van Staat en curator van de Universiteit Leiden. Hij trouwde met Maria Clasina Groen van Prinsterer, een zuster van de politicus Guillaume Groen van Prinsterer. Zij kregen twaalf kinderen, waaronder twee huwbare dochters en twee zonen met afstammelingen. Dochter Elisabeth Henrietta Maria trouwde met jhr. mr. Bonifacius Cornelis de Jonge (1834-1907). Haar jongere zuster Anna Johanna trouwde met jhr. mr. S.M.S. de Ranitz, raadsheer bij de Hoge Raad der Nederlanden en lid van de Tweede Kamer der Staten-Generaal.
Marie Adriaan Frederik Hendrik Philipse (1834-1911), een zoon van Johan Antoni en Clasina, trouwde met Maria Elisabeth de Ranitz uit Groningen. Zij kregen negen kinderen, waaronder Herman (1869-1948), wiens zoon Gerard Philipse (1908) vicepresident van de rechtbank in Den Haag werd en wiens kleinzoon Herman Philipse (1951) is. Hun andere zoon Adriaan Hendrik (1842-1913) kreeg drie kinderen. De oudste zoon was de volgende Johan Antoni (1876-1947), de grootvader van ambassadeur Adriaan Hendrik Philipse en overgrootvader van diplomaat Hendrik Philipse (1932-2012). Zijn enige dochter Jacoba Ursula (1879-1971) trouwde met mr A.G.W. baron Bentinck (1874-1937) en ging op Schoonheten wonen. Hij werd burgemeester van Stad en Ambt Ommen en lid van de Provinciale Staten van Overijssel. Zijn jongste zoon Martinus Cornelis Philipse liet in 1912 Remmerstein bouwen en was de vader van diplomaat Willem Jacob Dominicus Philipse, buitengewoon
gezant en gevolmachtigd minister, permanent vertegenwoordiger bij de Raad van Europa in Straatsburg.

## De jongere tak
Leden van de jongere tak hebben alleen maar in Middelburg gewoond. Begin 18de eeuw woont er ene Evert Philipse (1734-1799), die meester-timmerman is. Hij kreeg zes kinderen. Zijn zoon Jacobus werd stadsomroeper. Twee dochters trouwden in Middelburg. Jacobus (1761-1802) kreeg elf kinderen, van wie drie dochters de volwassen leeftijd bereikten en twee in Middelburg in het huwelijk traden.

## Het familiewapen
De kleuren van het familiewapen zijn goud en rood. In een gouden veld bevindt zich een rode lage keper met drie rode 'Tudor' rozen. Er zijn lakafdrukken uit de 18de eeuw gevonden.

## Trivia
- In de 20ste eeuw is er driemaal een huwelijk geweest tussen een Philipse en een Bentinck: Coba Philipse trouwde in 1900 met A.G.W. baron Bentinck van Schoonheten. Anna Philipse (zuster van Willy Philipse) trouwde met S.P. baron Bentinck (burgemeester van Soest van 1946-1972). Juul Philipse (derde zoon van ambassadeur A.H. Philipse) trouwde in 1963 met Elisabeth A.M. barones Bentinck.